# Trochosa albipilosa
Trochosa albipilosa är en spindelart som först beskrevs av Roewer 1960.  Trochosa albipilosa ingår i släktet Trochosa och familjen vargspindlar. Inga underarter finns listade i Catalogue of Life.